# Szlatvin
Szlatvin (szlovákul: Slatvina) község Szlovákiában, a Kassai kerület Iglói járásában.

## Fekvése
Szepesváraljától 12 km-re délkeletre, a Hernád mellett fekszik.

## Története
A települést a 12. században magyar telepesek alapították, első neve Szék volt. 1246-ban „Zek” néven említik először. 1336-ban „Sceek”, 1428-ban „Zyk”, 1460-ban „Zekelfalva”, 1525-ben „Zeek sive Zlathwina” néven említik a korabeli források. A középkorban határában rezet és ezüstöt bányásztak. A Zsigray család birtoka volt, majd később a Szapolyaiak szepesvári uradalmához tartozott. 1531 és 1636 között a Thurzók birtokolták, majd 1848-ig a Csákyaké. 1787-ben 19 házában 154 lakos élt.
A 18. század végén Vályi András így ír róla: „SZLATVINA. Tót falu Szepes Várm. földes Ura Gróf Csáky Uraság, lakosai többfélék, határja hegyes, és közép termésű.”
1828-ban 29 háza és 218 lakosa volt. Lakói földművesek és bányászok voltak.
Fényes Elek 1851-ben kiadott geográfiai szótárában így ír a faluról: „Szlatvina, tót falu, Szepes vmegyében, Olaszihoz 1/2 órányira: 108 kath. lak., paroch. templommal, jó savanyuvizzel. F. u. gr. Csáky Károly. Ut. p. Lőcse.”
A 19. század végén Anna nevű ásványvízforrására fürdő is épült, azonban nem sokáig működött. Ásványvizét a Monarchia minden részébe szállították. A trianoni diktátumig Szepes vármegye Szepesváraljai járásához tartozott.

## Népessége
| Év:            | 1994. | 2004.    | 2014.   | 2024.   |
| -------------- | ----- | -------- | ------- | ------- |
| Emberek száma: | 253   | 306      | 322     | 307     |
| Eltérés:       |       | +20,94 % | +5,22 % | -4,65 % |

| Év:            | 2023. | 2024.   |
| -------------- | ----- | ------- |
| Emberek száma: | 303   | 307     |
| Eltérés:       |       | +1,32 % |

1910-ben 192, túlnyomórészt szlovák lakosa volt.
2001-ben 294 szlovák lakosa volt.
2011-ben 327 lakosából 322 szlovák.

## Nevezetességei
Szűz Mária tiszteletére szentelt, római katolikus temploma a 13. században épült román-gótikus stílusban. Az 1800-as években barokk stílusban építették át. Középkori, 14. századi freskóinak egy része az évszázados vakolat alatt fennmaradt. Gótikus kő keresztelőmedencéje szintén 14. századi. Több gótikus szobra a Magyar Nemzeti Galériába került.